# دوقية بادن الكبرى

دوقية بادن الكبرى ضمن الإمبراطورية الألمانية

دوقية بادن الكبرى (بالألمانية: Großherzogtum Baden)‏ دولة تاريخية في جنوب غرب ألمانيا، على الضفة الشرقية لنهر الراين. ظلت قائمة منذ عام 1806 حتى نهاية الحرب العالمية الأولى في 1918.

## التاريخ
دخلت بادن حيز الوجود في القرن الثاني عشر كمرغريفية بادن وانقسمت بعد ذلك إلى خطوط مختلفة، والتي توحدت في عام 1771. في عام 1803 رُقيت بادن إلى الكرامة الانتخابية داخل الإمبراطورية الرومانية المقدسة. أصبحت دوقية بادن الكبرى الأوسع عبر تفكك الامبراطورية الرومانية المقدسة عام 1806. انضمت إلى الاتحاد الألماني في عام 1815. أثناء الثورة عام 1848 في الدول الألمانية، كانت بادن مركزاً للأنشطة الثورية. في عام 1849 كانت الدولة الألمانية الوحيدة التي أصبحت جمهورية لفترة قصيرة، تحت قيادة لورنزو برنتانو. أخيراً تم قمع الثورة في بادن أساساً على يد القوات البروسية.
ظلت دوقية بادن الكبرى دولة ذات سيادة حتى انضمت إلى الإمبراطورية الألمانية عام 1871. بعد ثورة عام 1918 أصبحت بادن جزءاً من جمهورية فايمر باسم جمهورية بادن.